# Cañón reductor perforante

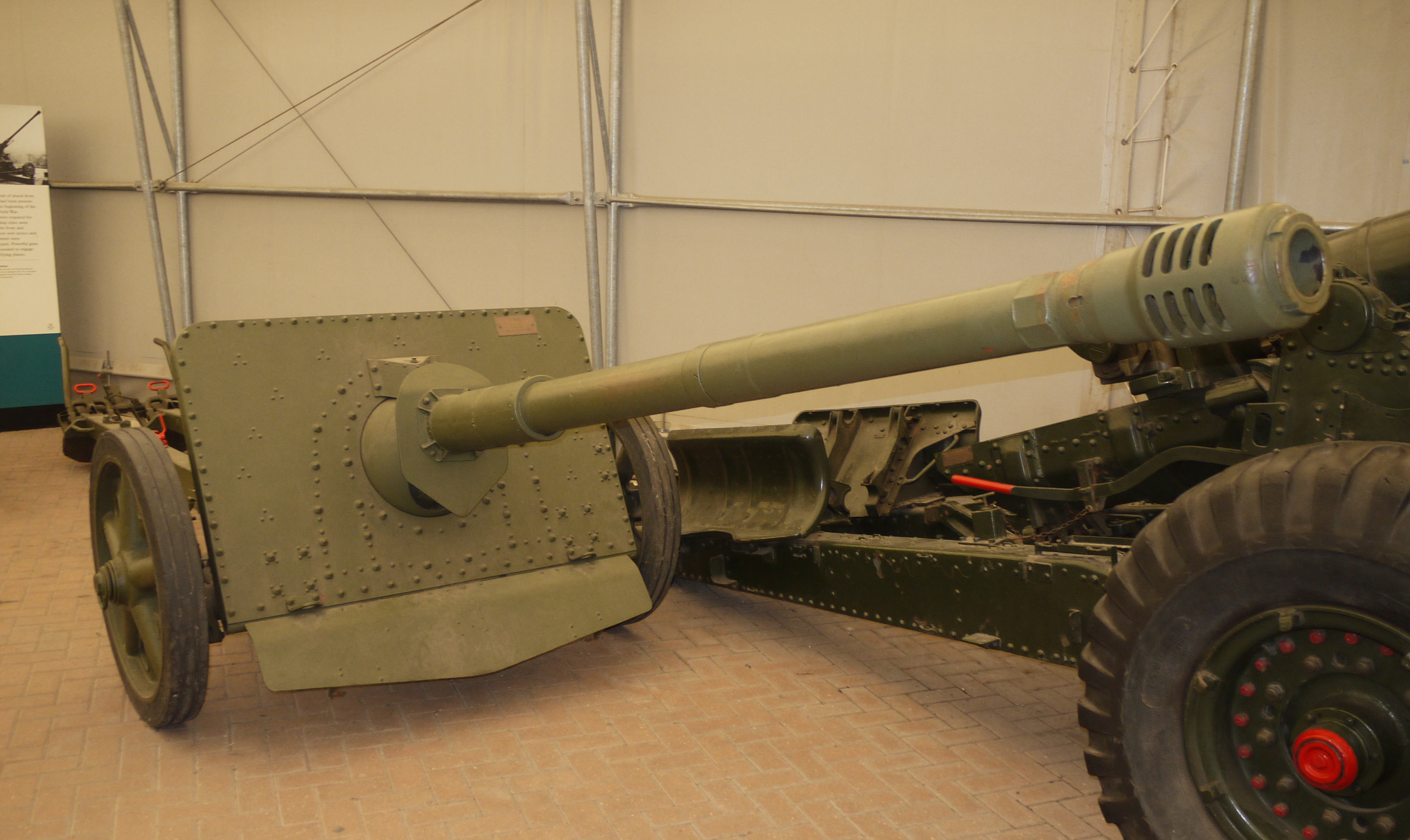
El 7,5 cm Pak 41, ejemplo histórico de cañón de ánima cónica.

El cañón reductor perforante o de ánima cónica, es una pieza de artillería que se caracteriza por disponer de una caña diseñada con un orificio troncocónico, en el que el diámetro del ánima disminuye progresivamente hacia la boca. Esto implica que el proyectil, una vez disparado, se deforma reduciendo su diámetro en el interior del cañón, lo que permite incrementar notablemente su velocidad de salida. 

## Funcionamiento

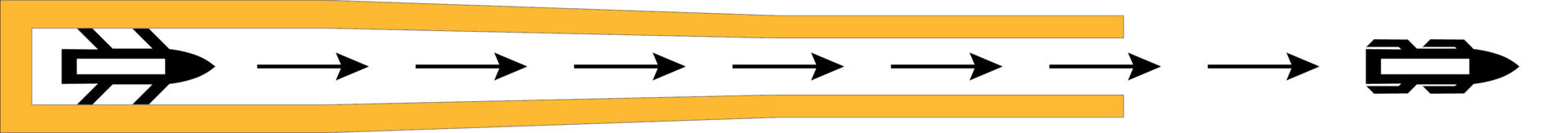
Diagrama del concepto del orificio de compresión.

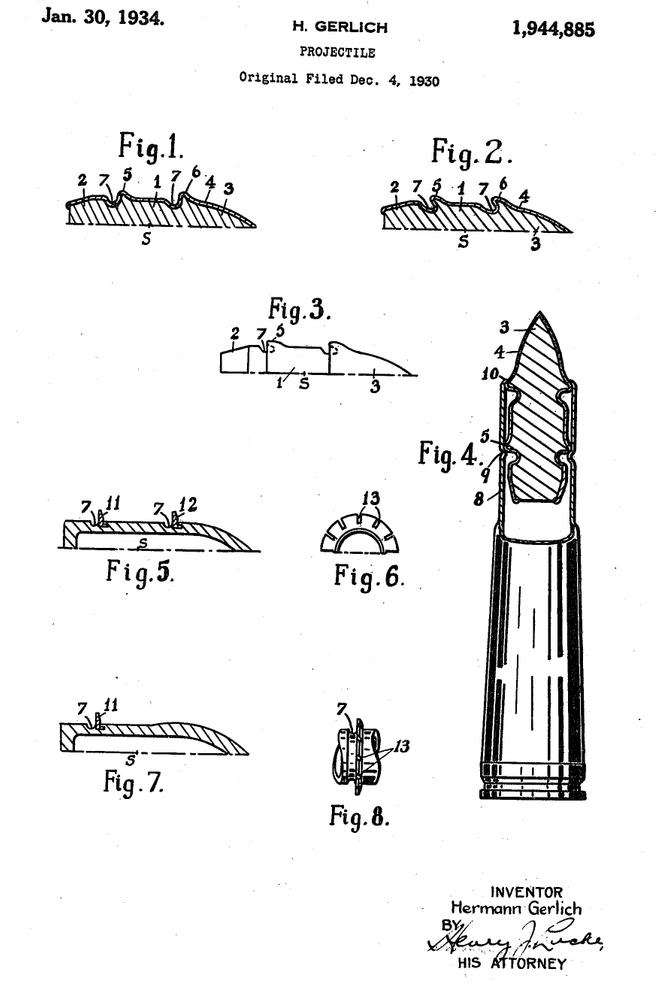
La patente original presentada por Hermann Gerlich en 1932.

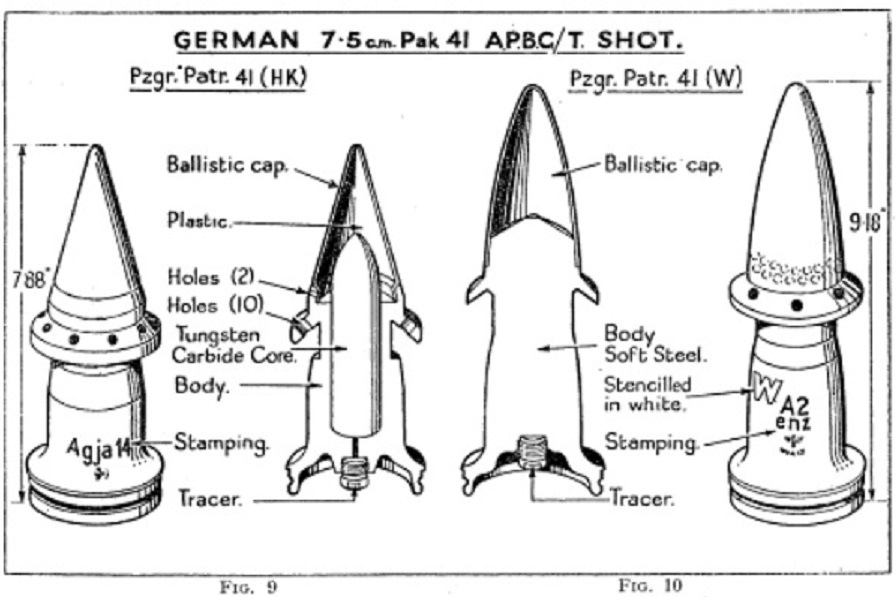
Un ejemplo de proyectiles no rígidos compuestos de perforación de blindajes (APCNR) utilizados en el cañón reductor perforante (7,5 cm Pak 41).

Un cañón reductor perforante utiliza la energía de la carga propulsora para reducir el diámetro del proyectil aplastándolo contra el ánima, lo que aumenta significativamente su velocidad de salida y su capacidad de penetración. Este proceso también implica altas presiones en la recámara y una baja vida útil de la caña. Por ejemplo, la vida útil del cañón 7,5 cm Pak 41 podía ser tan reducida como de tan solo 1000 disparos, en comparación con los 5000 o 7000 del modelo convencional 7,5 cm Pak 39 (L/48). El diámetro de un proyectil disparado podría disminuir hasta un 40 %, del calibre 12,7 mm (0.50) al calibre 7,62 mm (0.30) (ametralladora M2). En lugar de comprimir una bala sólida, esto se logra mediante un proyectil compuesto por un núcleo penetrador endurecido (de tungsteno, por ejemplo) y una cubierta externa más blanda (de aleación de aluminio) que forma unas pestañas o alas. Esta camisa exterior queda aplastada cuando el proyectil sale del cañón.
El concepto de cañón reductor perforante se usaba normalmente en cañones antitanque, antes de ser desplazados por el uso generalizado de proyectiles de carga hueca. Más adelante, el perfeccionamiento de la munición perforante, que se basa en el concepto de usar un cañón de mayor calibre para disparar un proyectil de menor calibre a alta velocidad, convirtió el concepto del cañón de compresión en una tecnología obsoleta.

## Historia y uso

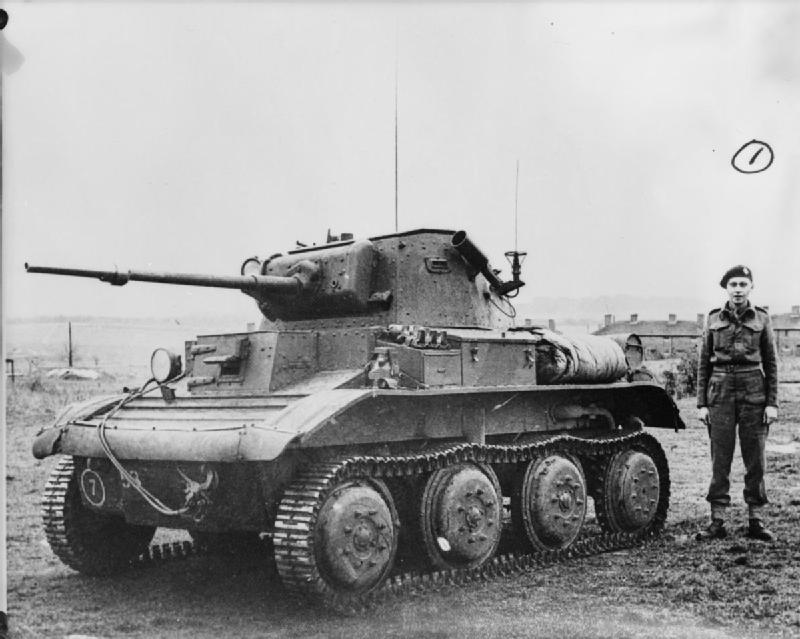
Un Tetrarch Mk I con el adaptador Littlejohn instalado.

El concepto del cañón perforante de compresión fue patentado por primera vez por el alemán Karl Puff en 1903. Más tarde, Hermann Gerlich en las décadas de 1920 y 1930 experimentó con el concepto, produciendo un fusil antitanque experimental de 7 mm con una velocidad de salida de 1800 m/s. Esto condujo al concepto del cañón de compresión, también denominado "principio de Gerlich". 
Entre 1939 y 1940, Mauser-Werk AG produjo el cañón de 2,8 cm sPzB 41; y Krupp a partir de 1941 fabricó el cañón de 7,5 cm Pak 41. Ambos dejaron de producirse antes del final de la Segunda Guerra Mundial, debido a la falta de tungsteno y a la complejidad de fabricación de la munición.
Otras aplicaciones del principio del orificio de compresión incluyen el adaptador Littlejohn británico; otro adaptador para el cañón QF de 6 libras; y la ametralladora M2. En el primer caso, el diámetro de los proyectiles se reducía de 40 mm a 30 mm; en el segundo, pasaba de 57 mm a 42,6 mm; y en el tercero, del calibre 12,7 mm al calibre 7,62 mm. El adaptador Littlejohn se usó para alargar la vida útil del cañón QF de 2 libras. Diseñado por František Janeček, su nombre libremente adaptado al inglés generó el apodo del dispositivo. El adaptador para el cañón QF de 6 libras nunca fue puesto en servicio. 